# أورلاندو بيكر
أورلاندو بيكر (15 سبتمبر 1979 في جامايكا - ) (بالإنجليزية: Orlando Baker)‏ هو لاعب كريكت أمريكي. شارك مع منتخب جامايكا الوطني للكريكت.